# Rave On
Rave On ist ein Filmdrama von Nikias Chryssos und Viktor Jakovleski. Der in der Berliner Technoszene spielende Musikfilm mit Aaron Altaras, Ruby Commey und June Ellys Mach in den Hauptrollen und den DJs Hieroglyphic Being und Lucia Lu und Clemens Schick in Nebenrollen feierte Anfang Juli 2025 beim Filmfest München seine Premiere und kam Ende des Monats in die deutschen Kinos.

## Handlung
Kosmo war ein gefeierter Techno-Produzent und DJ, hat sich aber mittlerweile aus dem Geschäft zurückgezogen. Als er mitbekommt, dass die Rave-Legende Troy Porter, die für ihn immer ein Idol war, wieder in seinem alten Lieblingsclub in Berlin auflegt, will er es noch einmal wissen, und plant, dem Techno-Pionier eine seiner Vinylplatten mit seinen Tracks zu geben. Das letzte Mal, als Troy dort spielte, war jener Abend, an dem Kosmos damaliger Kompagnon Klaus den Auftritt ruinierte. Eigentlich wollten sie damit ihren großen Durchbruch feiern.
Als Kosmo in den Club kommt, trifft er Menschen aus seinem früheren Leben. Während der Party verliert er jedoch plötzlich seine Platte. Seine Bemühungen scheinen umsonst gewesen.

## Produktion

### Regie, Drehbuch und Produzenten
„Das ist nicht einfach nur Musik zum Hören, sondern zum Fühlen. Wenn man sieht, wie sich die tanzenden Menschen auf die Frequenz der Musik einlassen, dann ist das etwas wirklich Starkes, und man bekommt als Mittanzender ein richtiges Gemeinschaftsgefühl.“

Regie führten Nikias Chryssos und Viktor Jakovleski, die gemeinsam auch das Drehbuch schrieben. Chryssos studierte in England und an der Filmakademie Baden-Württemberg und gab im Jahr 2015 mit Der Bunker sein Langfilmdebüt. Jakovleski studierte an der Deutschen Film- und Fernsehakademie Berlin. Sein Regiedebüt war Brimstone & Glory. Zu seiner Beziehung zu Techno erklärt Jakovleski, in West-Berlin, wo er aufwuchs, sei dieser eigentlich immer verpönt gewesen, und man habe dort vor allem R&B gehört. Als er in einem Club war, in dem immer Techno gespielt wurde, habe er erlebt, dass man als Mittanzender ein richtiges Gemeinschaftsgefühl bekommt.
Produziert wurde Rave On von Telos Pictures und koproduziert vom Hessischen Rundfunk in Zusammenarbeit mit ARTE. Andro Steinborn von Telos Pictures  erklärt zum Film: „Technomusik ist einer der wichtigsten deutschen Kulturexporte und ‚Rave On‘ ist so roh und echt wie die Musik selbst, eine authentische und seltene filmische Achterbahnfahrt, die diese Kultur auf die große Leinwand bringt.“

### Besetzung und Filmmusik
„Im Club wird alles auf null gestellt. Das ist ein Raum, wo sich alle auf Augenhöhe begegnen müssen. Das ist für das Gehirn immer ein sehr, sehr schönes Erlebnis. Es ist ein romantischer Raum, es geht darum, Luftschlösser zu bauen. Und das ist immer gut.“

Aaron Altaras, bekannt aus Filmen wie Mario und 9 Tage wach und Miniserien wie Unorthodox, Deutsches Haus und Die Zweiflers, spielt Kosmo. Er ist auch im wirklichen Leben als DJ tätig und betreibt gemeinsam mit seinem Bruder Leo das DJ-Projekt „Alcatraz“. Clemens Schick spielt Kosmos früheren Kompagnon Klaus. Ruby Commey, bekannt unter anderem aus dem Musikvideo zu Deutschland der Band Rammstein und mit Altaras befreundet, spielt Marnie und June Ellys Mach Alex. Der House-Produzent Jamal Moss, bekannt als Hieroglyphic Being, ein Black Techno-Punk aus Chicago, dessen Musik von Afrofuturismus, Jazz und esoterischer Mythologie geprägt ist, spielt Kosmos Idol Troy Porter. Der Belgier Benny Claessens spielt Micha Dombrowsky. In weiteren kleinen Rollen sind die Berliner Produzentin und Techno-DJ Lucia Lu, der Berliner DJ Killing und Robin Mateus aka DJ Hyperdrive zu sehen. Das Casting übernahm Nathalie Mischel.
Die Technosongs und die Filmmusik steuerten der Brite Ed Davenport und John Gürtler bei. Davenport ist DJ, Produzent und Inhaber von Label Counterchange Recordings. Gürtler ist Saxophonist und komponierte zuletzt die Musik für Filme wie Leere Netze von Behrooz Karamizade, The Outrun von Nora Fingscheidt und Sie glauben an Engel, Herr Drowak? von Nicolas Steiner. Chryssos arbeitete mit Gürtler bereits für A Pure Place zusammen. Im Film werden auch Clubklassiker und von Berliner Technokünstlern kreierte Tracks verwendet.

### Filmförderung und Dreharbeiten
Der Film wurde von der Beauftragten der Bundesregierung für Kultur und Medien, dem Deutschen Filmförderfonds und Hessen Film und Medien gefördert.
Die Dreharbeiten fanden im Februar und März 2024 in Frankfurt, wo die erste und letzte Szene entstanden, in Offenbach und in Berlin statt. Eine Getreidemühle in Frankfurt diente dem von Kosmo besuchten Club als Außenkulisse. Die Aufnahmen in der deutschen Hauptstadt entstanden laut Angaben des Produktionsteams während echter Clubnächte. Aus diesem Grund wurde in erster Linie die Beleuchtung des Clubs genutzt, Oberbeleuchter Tarek Shayne Tabet versuchte allerdings das Licht noch zu verstärken oder zu verlängern, wenn es möglich war, um eine bestimmte Wirkung zu erzielen. Drehort in Berlin war das RSO. Als Kameramann fungierte Jonas Schneider, der in der Vergangenheit unter anderem für den Tatort und die Miniserie I don’t work here tätig war. Ursprünglich geplant war, Rave On auf Super-16-Filmmaterial zu drehen, was aber aus praktischen Gründen aufgegeben werden musste. Schneider und Kolorist Manuel Portschy filmten daher in der Postproduktion den gesamten Film von einem kalibrierten Monitor mit einer Super-16-Kamera ab, was eine besondere Wirkung des Lichts bewirkte und einen leichten Retro-Touch zur Folge hatte.

### Marketing und Veröffentlichung
Der erste Trailer wurde Ende April 2025 vorgestellt. Im Mai 2025 stellte The Playmaker Rave On beim Marché du film der Filmfestspiele in Cannes vor. Die Premiere des Films fand am 1. Juli 2025 beim Filmfest München statt, wo er in der Reihe „Neues Deutsches Kino“ gezeigt wurde. Am 31. Juli 2025 kam er in die deutschen Kinos.

## Rezeption

### Altersfreigabe und Kritiken
In Deutschland wurde der Film von der FSK ab 16 Jahren freigegeben. In der Freigabebegründung heißt es, der Film zeige exzessiven Drogenkonsum und zwanglosen Sex. Dabei würden aber auch die negativen Schattenseiten und der Gruppenzwang der Party- und Drogenszene deutlich thematisiert; wodurch der Drogenkonsum keine negative Vorbildwirkung entwickele. Sexuelle Handlungen würden nur andeutungsweise gezeigt.

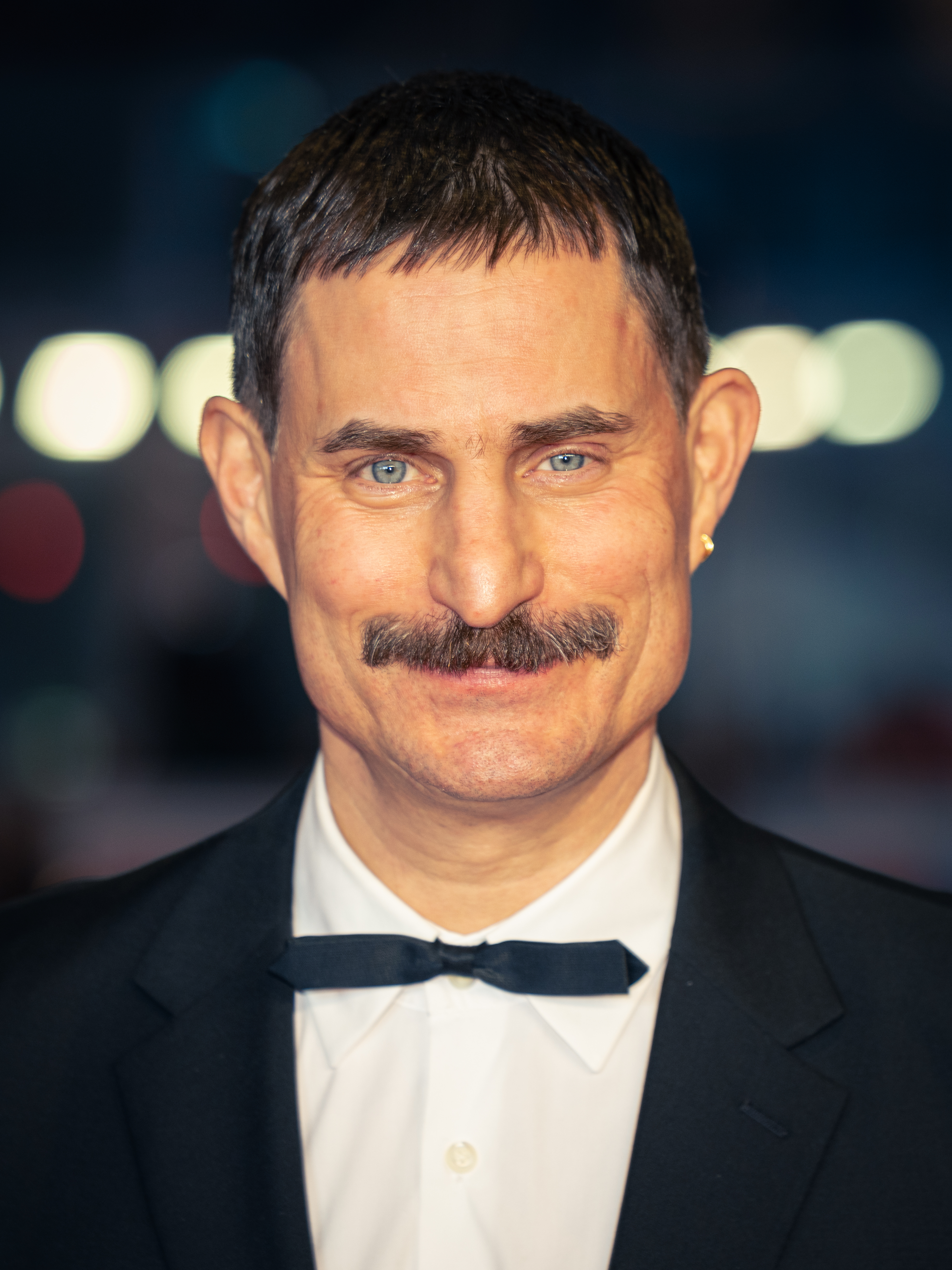
Clemens Schick spielt Klaus

Ulf Lepelmeier schreibt in seiner Kritik für Filmstarts,  DJ Kosmo durchlaufe in Rave On einen Läuterungsprozess, der in der Abnabelung von der eigenen Vergangenheit besteht. Doch im Gegensatz zu den vorherigen Filmen von Nikias Chryssos stünden hier weder Familie noch Autoritätssysteme im Mittelpunkt, es sei denn, man würde den Rave-Club als symbolische Ersatzfamilie lesen wollen. Was sich hingegen fortsetzt, sei Chryssos’ Faible für schräge Figuren, surreale Situationen und bewusst gebrochene Realitätsebenen: „In Kosmos Drogenträumen und Erinnerungsschüben, die teils durch konfrontative Begegnungen ausgelöst werden, spiegelt sich seine Innenwelt, die mit der düsteren, pulsierenden Außenwelt des Clubs verschmilzt.“ In Rave On entstehe ein körperlicher Sog, durch den der Zuschauer zum Teil der Menge werde, es handele sich um ein fluides Filmerlebnis, das den Zuschauer auf eine fiebrige Reise durch Nacht und Bewusstsein mitnimmt. Die Kamera von Raphael Beinder verliere sich im Nebel, fange verschwitzte Gesichter und flackerndes Licht ein, taumele durch Räume, ohne je ganz die Kontrolle zu verlieren. Ein ausgefeilter Plot oder überraschende Wendungen stünden nicht im Vordergrund, sondern das Verschwimmen der Wahrnehmungsebenen.

### Auszeichnungen
Filmfest München 2025
- Nominierung für den Förderpreis Neues Deutsches Kino – Regie (Nikias Chryssos und Viktor Jakovleski)
- Nominierung für den Förderpreis Neues Deutsches Kino – Drehbuch (Nikias Chryssos und Viktor Jakovleski)
- Nominierung für den Förderpreis Neues Deutsches Kino – Schauspielerische Leistung (June Ellys Mach)